# Dipseudopsis diodon
Dipseudopsis diodon är en nattsländeart som beskrevs av Navás 1934. Dipseudopsis diodon ingår i släktet Dipseudopsis och familjen Dipseudopsidae. Inga underarter finns listade i Catalogue of Life.